# Policromia

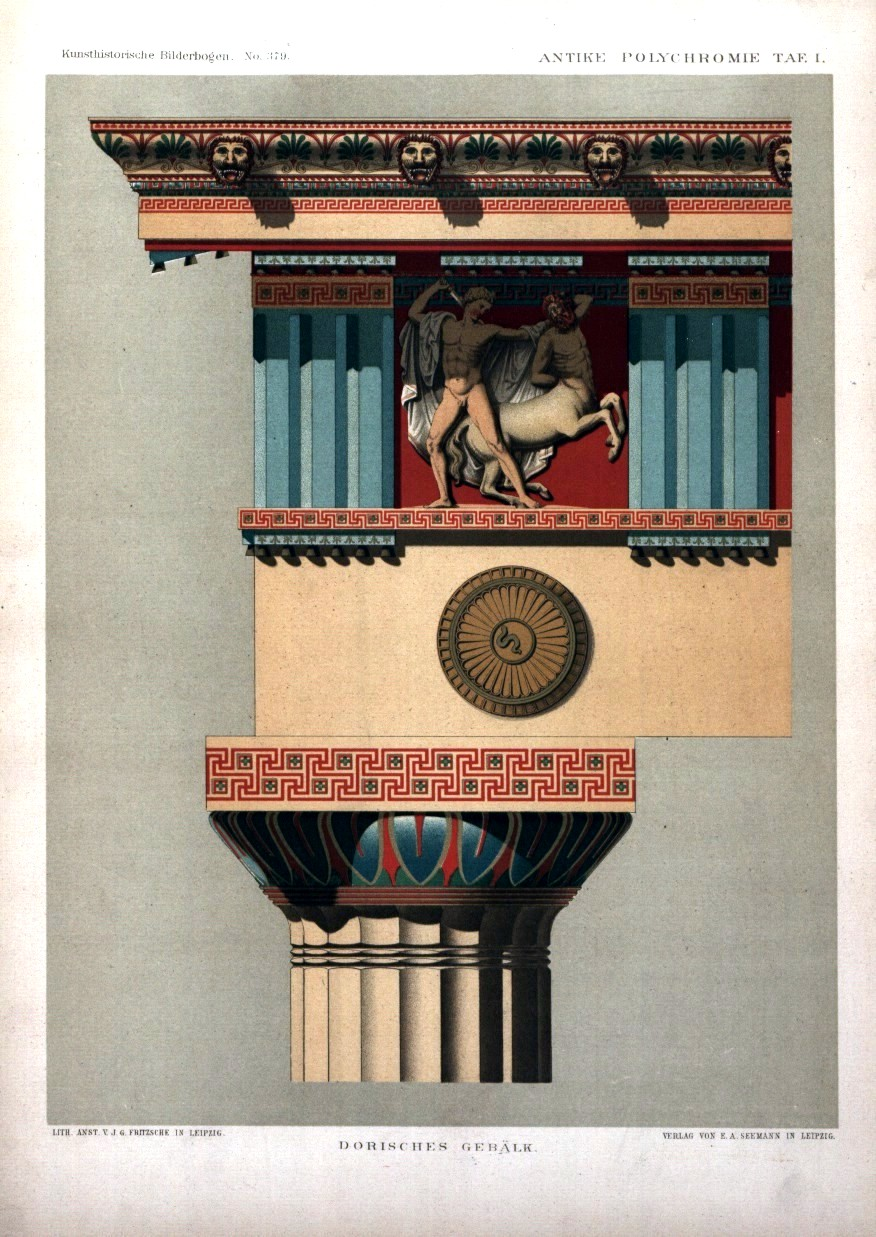
Schema ricostruttivo policromo di un tempio dorico

Policromia (dal greco πολυχρωμία, πολύ = "molto", e χρώμα = "colore") è il termine utilizzato per descrivere l'uso di molti colori su un supporto di vario materiale.

## Descrizione
Comunemente il termine indica una tecnica artistica usata in architettura, nella ceramica e nella scultura.
Nell'antichità vi sono molti esempi di decorazione policroma come nel caso del Partenone sull'Acropoli di Atene e delle statue crisoelefantine.
Nel Medioevo la policromia fu anche utilizzata in oreficeria ed in metallurgia prevalentemente dai longobardi mediante l'inserimento di granati e almandini su lamine d'oro dentro castoni rilevati. Tecniche affini sono la damaschinatura e l'ageminatura.

## Policromia nella scultura antica
La scultura greca arcaica, influenzata dall'arte egizia, presentavano colori vivaci, tanto da sembrare vive ai visitatori. L'applicazione dei colori si estendeva ai frontoni dei templi, alle decorazioni sulle tombe, alle iscrizioni ed estendeva la leggibilità dell'opera d'arte, sottolineando dettagli non necessariamente evidenti nella rappresentazione tridimensionale. Nelle sculture arcaiche e protoclassiche, i colori applicati rispettavano convenzioni che assegnavano ad un tipo di materiale, un colore prestabilito. Le policromie andavano dall'applicazione del colore uniforme, per indicare una determinata carnagione ad esempio o la criniera di un animale, alle figure geometriche.